# Beef or Chicken?
Beef or Chicken? er Teriyaki Boyz' debutalbum, udgivet 16. november 2006 med Def Jam / BAPE Sounds. Albummet er på producersiden lavet i samarbejde med Mark Ronson, The Neptunes, Just Blaze og DJ Premier. Den første single "HeartBreaker" er produceret af Daft Punk og endeholder elementer fra deres egen sang Human After All.

## Track listing
| #   | Spor                                        | Producer(e)        | Længde |
| --- | ------------------------------------------- | ------------------ | ------ |
| 01. | "EAT INtro"                                 | Adrock             | 1:24   |
| 02. | "The Takeover"                              | Mark Ronson        | 4:02   |
| 03. | "HeartBreaker"                              | Daft Punk          | 4:14   |
| 04. | "Celebrity Death Match"                     | Dan the Automator  | 3:25   |
| 05. | "School of Rock"                            | Cut Chemist        | 4:49   |
| 06. | "超 L A R G E" [Cho L A R G E] ft. Pharrell | The Neptunes       | 5:16   |
| 07. | "Shout Out for Delivery"                    | Adrock             | 2:04   |
| 08. | "Moon The World"                            | Cornelius          | 5:02   |
| 09. | "今夜はバギーパンツ" [Konya wa Baggy Pants] | Just Blaze         | 4:17   |
| 10. | "Beef or Chicken"                           | Adrock             | 3:20   |
| 11. | "You Know What Time Is It!?"                | DJ Premier         | 4:32   |
| 12. | "Kamikaze 108"                              | DJ Shadow          | 4:14   |
| 13. | "TAKE OUTro"                                | Adrock             | 0:41   |
| 14. | "Kamikaze 108 (Swisha House Remix)"         | Michael 5000 Watts | 5:57   |

## Single diskografi
- "HeartBreaker" (13. november 2006)